# Волфрам фон Ротенхан
Волфрам фон Ротенхан (на немски: Wolfram Ritter von Rotenhan; * пр. 1303; † 1354) е рицар от стария франкски род Ротенхан в Долна Франкония в Бавария.
Той е син на Волфрам фон Ротенхан († 1299/1303) и съпругата му София фон Лизберг († сл. 1306). Внук е на Лудвиг Волфрам фон Ротенхан († 1257/1258). Брат е на Лудвиг фон Ротенхан († 1340) и на Херман фон Ротенхан († сл. 1306).
Фамилията Ротенхан е от 1190 до 1322 г. „унтер-шенк“ в манастир Бамберг и се нарича след това Шенк фон Ротенхан.
Волфрам фон Ротенхан трябва да даде през 1319 г. своя замък Ротенхан на манастир Вюрцбург и да служи там като „бургман“. Епископът на Вюрцбург през 1323 г. обсажда замъка заради обвинение за сечене на фалшиви монети. След завладяването замъкът е разрушен и чрез договор от 1324 г. никога не трябва отново да се построява. Кралят му взема даренията през 1323 г. заради предателство и Волфрам загубва титлата „унтер-шенк“.
Волфрам фон Ротенхан се оттегля в замък Бург Фишбах (в град Еберн) и умира през 1354 г.
Фамилията обаче е издигната през 1771 г. на фрайхерен. През 1774 г. император Йозеф II издига на имперски граф Александер фон Ротенхан (1710 – 1791). Графският род изчезва през 1886 г.

## Фамилия
Волфрам фон Ротенхан се жени за Лукардис († сл. 1346). Те имат седем деца:
- Йохан фон Ротенхан († 8 март 1364/8 юни 1375), женен за Агнес фон Щайн цу Остхайм? († сл. 1353)
- Лудвиг фон Ротенхан († 22 януари 1390/16 юли 1394), женен за Герхауз († пр. 1390)
- Волфрам фон Ротенхан († 1364), женен за Кунигунда († сл. 1353)
- Конрад фон Ротенхан († 29 юни 1385/10 юли 1387), женен за Фукс († сл. 1381)
- София фон Ротенхан (* пр. 1334)
- Гута фон Ротенхан (* пр. 1334)
- Маргарета фон Ротенхан († сл. 27 февруари 1394)